# Vinathela tomokunii
Espèce
Synonymes
- Heptathela tomokunii Ono, 1997

Vinathela tomokunii est une espèce d'araignées mésothèles de la famille des Liphistiidae.

## Distribution
Cette espèce est endémique de la province de Vĩnh Phúc au Viêt Nam,. Elle se rencontre sur le mont Tam Dao.

## Description
Le mâle holotype mesure 10,6 mm et la femelle paratype 17,0 mm.

## Systématique et taxinomie
Cette espèce a été décrite sous le protonyme Heptathela tomokunii par Ono en 1997. Elle est placée dans le genre Vinathela par Xu, Liu, Chen, Ono, Li et Kuntner en 2015.

## Étymologie
Cette espèce est nommée en l'honneur de Masaaki Tomokuni.

## Publication originale
- Ono, 1997 : « A new species of the genus Heptathela (Araneae: Liphistiidae) from Vietnam. » Acta arachnologica, vol. 46, no 1, p. 23-28 (texte intégral).